# Зеньковський Сергій Олександрович
Сергій Олександрович Зеньковський (16 червня 1907, Київ — 31 березня 1990, Флорида, США) — російський емігрантський історик, славіст; професор, який працював у країнах Європи та США.

## Біографія
Народився 16 червня 1907 р. у Києві в сім'ї Олександра Васильовича Зеньковського (1878—1966), професора економіки у Київському Комерційному інституті .
У 1920 році сім'я емігрувала до Праги . Там закінчив середню школу (у Моравській Тшебові) та у 1927 році Школу економіки в Празі (відділення економічної історії).
У 1927 році поїхав до Парижа, де жив його дядько В. В. Зеньковський . Ліценціат Паризького університету, Сорбонне відділення східноєвропейської та сучасної історії (1930). Брав участь у Російському студентському християнському русі .
Працював у Франції в компаніях Jupiter Radio та Prozen.
У 1939—1944 роках жив у Чехословаччині . Здобув ступінь доктора Карлового університету в Празі (1942), захистивши дисертацію з російської політики в Сіньцзяні з 1856 до 1914 року.
Після другої світової війни переїхав до США . Викладав в Університеті Індіани (1950—1954), Гарвардському університеті (1954—1958), Стетсонському університеті (1958—1960), Колорадському університеті (1960—1962).
У 1962 році повернувся до Стетсонського університету, де був професором історії та директором російської програми. Паралельно з роботою в Стетсонському університеті, отримавши фінансову підтримку Фонду Саймона Гуггенхайма, веде дослідження та читає лекції у Гейдельберзькому університеті в Німеччині .
У 1967—1977 роках. Зеньковський професор відділення слов'янської культури в Університеті Вандербільта (Нашвілл, штат Тенессі), звідки пішов у відставку заслуженим професором і повернувся до Флориди . У 1977—1983 роках. професор історії в Стетонському університеті, з 1982 по 1985 — член академічної ради інституту Кеннана Міжнародного центру Вудро Вільсона у Вашингтоні .

## Дослідницька діяльність та творчість
Сергій Зеньковський разом зі своєю дружиною Єлизаветою Вільямівною здійснив капітальний задум: переклав на англійську мову і прокоментував 5 томів російського літопису XVI століття — Миконівського літописного склепіння .
У його творчості особливу увагу приділено таким російським письменникам, як Іван Неронов, Йосип Волоцький, князь Іван Хворостін, протопоп Авакум . Особливу увагу в дослідженнях Зіньківського присвячено історії російського розколу, ним написана докладна монографія «Російське старообрядництво», що побачила світ у Мюнхені 1970 році (1995 році). перевидана у Москві).
Відомий як рецензент провідних американських славістичних журналів. Після смерті вченого на його робочому столі залишилося багато робочих проектів. Зокрема текст доповіді «Російські старообрядці, їх міграція та діаспора», коментарі до роману Достоєвського «Ідіот» та інші документи.

## Твори
- Russische Politik im Sinkiang: Vom Pariser Friend bis zum Weltkrieg, 1856—1914. Prague: Bachkovsky Press, 1942.
- Князь науки: Авіценна// НРС.1952. 26 грудня.
- Доля кримських татар //Там само. 19 жовтня
- The Old Believer Avvakum. 1954.
- Протопоп Іван Неронов: Нарис з історії російської церкви 17 ст. // Вісник РСГД . 1954. № 31. С. 11-17.
- Розкол і доля імперії// Відродження (Париж). 1955. Т. 39, березень. С. 122—125.
- Друг самозванця, єретик і поет: Князь Іван Хворостін, поет і західник // Досліди (Нью — Йорк). 1956. Т. 6. С. 77 — 88.
- Іслам та Росія // НЖ. 1956. Т. 46. С. 172—196.
- Преподобний Йосип та Йосипляни // Вісник РСХД. 1956. № 40. С. 23 — 32.
- Призначення о. Г. Флоровського / / НРС. 1957. 25 липня.
- Шлях історика: до 70 — річчя М. Карповича / / Досліди (Нью — Йорк). 1958. Т. 9. С. 52 — 60.
- Pan Turkism And Islam In Russia. 1960.
- Conversational Russian for the American Student. 1961.
- Кріпацтво та його скасування: До століття маніфесту 19 лютого // Вісник РСХД. 1961. № 61. С. 21 — 37.
- Medieval Russia's Epics, Chronicles, та Tales. 1964.
- Російсько-китайський конфлікт 1880 // Збірник на честь професора Н. С. Тимашева: На теми російські та загальні / За ред. Н. П. Полторацького. Нью — Йорк, 1965. С. 256—279.
- Житіє духовидця Єпіфанія // Відродження (Париж). 1966. Т. 173. С. 68 — 87.
- Російське старообрядництво: духовні рухи сімнадцятого століття. Munchen: Wilhelm Fink Verl., 1970.
- Біля витоків російської месіанської мрії // Відродження (Париж). 1972. Т. 238. С. 40 — 70.
- Традиція романтизму у творчості Костянтина Случевського // American Contributions to the 7 International Congress of Slavists, Warshaw, Aug.21-27, 1973. The Hague; Mouton and Company, 1973. Vol. 2. P. 567—597.
- Історія та сага // AHR. 1974. Vol. 79. № 4. Р. 1162—1163 (рецензія на книгу Гуревича О. А.). Я.)
- Категорії середньовічної культури//Ibid.
- Євген Баратинський: Життя та творчість//RR.1974. Vol. 2. № 2. Р. 83 (Соавторство з Хетсо Г. Г.).)
- Д. З. Мережковський у російській релігійній думці // Russian Religious-Philosophic Thought of the 20 Century. Pittsburg,1976. P. 278—288.
- Старообрядці-технократи гірничої справи Уралу// ЗРАГ. 1976. Т. 10. С. 175—203
- Релігія та церква в історії Росії: (Радянські історики про православну церкву в Росії) / За ред. Є. Ф. Грекулова / / ANR. 1977. Vol. 82, Jube. P. 691.
- Достоєвський та російські романтики // ЗРФГ. 1978. Т. 12. С. 176—189.
- Російське мистецтво XVI століття світлі історичного процесу // ЗРАГ. 1982. Т. 15. С. 57-68.
- Захисник церкви та стражденних: Йосип Волоцький // Російське відродження (Нью-Йорк). 1984. Ч. 3/4. № 27-28. С. 51-68.
- Скасування кріпацтва Олександром II і селянські реформи Столипіна // ЗРАГ. 1986. Т. 19. С. 37-56.
- Вдумливий історик: До століття від народження М. М. Карповича // НЖ. 1987. Т. 168/169. С. 399—408.
- Старообрядництво, церква і держава// Російське відродження (Нью-Йорк), 1987. Ч. 1. № 37. С. 85-98.
- Початок Русі та тисячоліття її хрещення // ЗРАГ. 1988. Т. 21. С. 19-57.
- Пам'яті професора І. І. Балуєва // НРС. 1988. 22 червня.
- Alexis, Metropolitan of Russia, 1355—1378 / / MERRSU. 1989. Vol. 1. P.146 — 151.
- Російське старообрядництво. — М.: Інститут ДІ-ДІК, 2006.